# Universität Complutense Madrid
Die Universität Complutense Madrid (spanisch Universidad Complutense de Madrid) ist eine Universität in der spanischen Hauptstadt Madrid. Sie ist die größte Präsenzuniversität Spaniens. Ursprünglich im Jahr 1499 in Alcalá de Henares gegründet, wurde sie 1836 nach Madrid verlegt.

## Geschichte

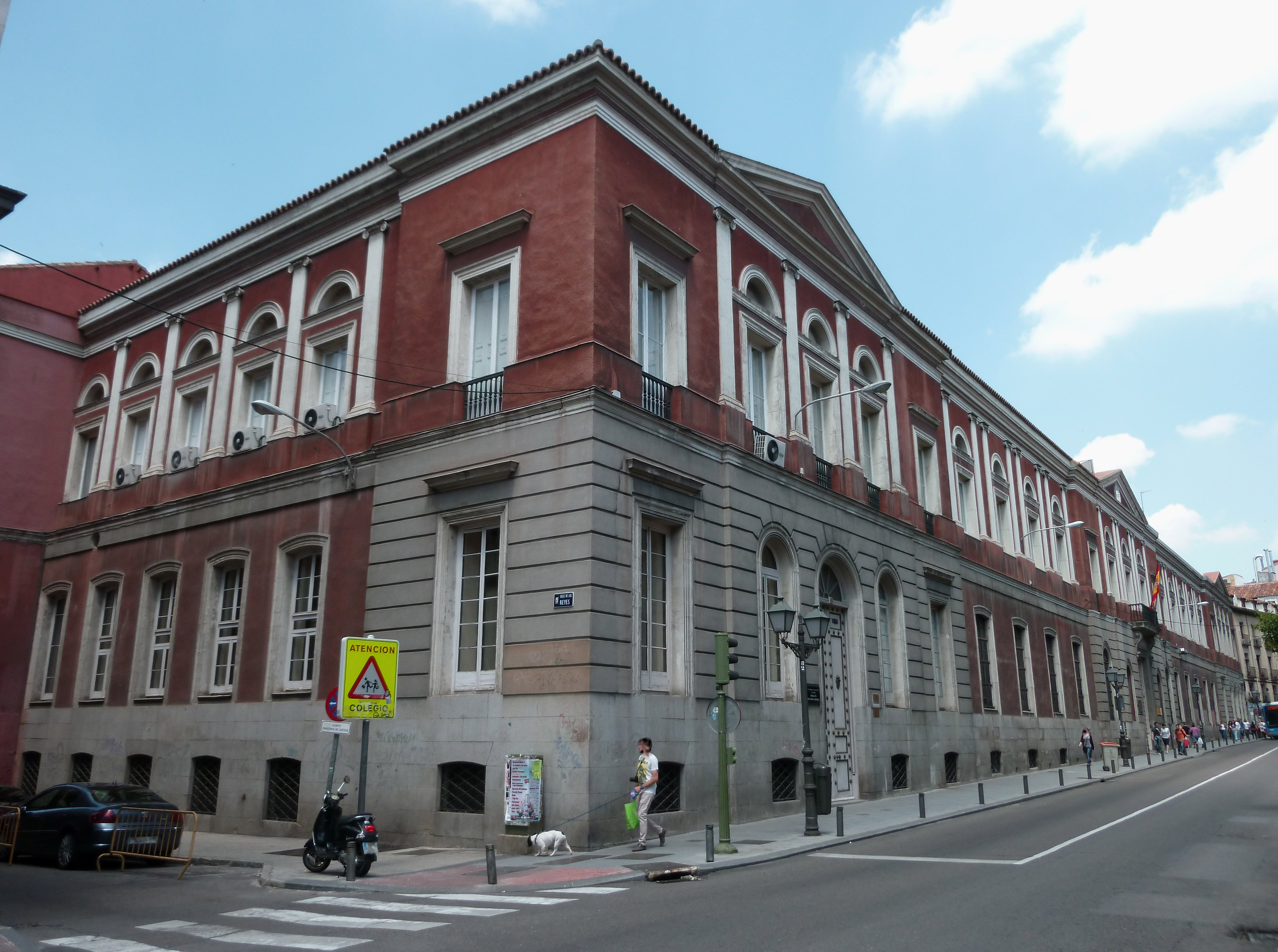
Zentraluniversität (1847–1943)

Die Universidad Complutense de Madrid sieht sich als die Nachfolgerin der durch Kardinal Cisneros in Alcalá de Henares, dem römischen Complutum, 1499 gegründeten Universität. Das Gesetz über die öffentliche Ausbildung aus dem Jahr 1821 verfügte die Verlegung der Universidad de Alcalá de Henares nach Madrid mit dem Namen „Universidad Central“. Aufgrund der politischen Wechselfälle kehrte die Universität 1823 an ihren ersten Standort zurück. Erst 1836 konnte die endgültige Verlegung nach Madrid durchgeführt werden. Ab 1850 führte sie den Namen „Universidad Central“. Der Name sollte darauf hinweisen, dass diese Universität als Norm und Modell für die anderen spanischen Universitäten gelten sollte. Diese Sonderstellung wurde durch das Erziehungsgesetz von 1857 bestätigt, das bis 1943 gültig war. Ab 1857 besaß sie das Monopol für die Verleihung von Doktortiteln in Spanien. Während der gesamten Zeit war die Universität in fünf Fakultäten gegliedert: Rechtswissenschaften, Medizin, Pharmazie, Philosophie und Philologie. Darüber hinaus gab es eine Fakultät für Theologie, die 1868 abgeschafft wurde. Die Bildungsreform von 1943 erweiterte die Anzahl der Fakultäten durch Veterinärmedizin, Politische Wissenschaften und Wirtschaftswissenschaften, die ab 1953 Betriebswirtschaft einschlossen. 1943 verlor die Universität ihren Modellcharakter und war nicht mehr als „Universidad Central“, sondern unter dem Namen als „Universidad de Madrid“ bekannt. Durch die Universitäts- und Studienreform von 1970 wurde die Universität Madrid in zwei Teile geteilt: Die natur-, sozial-, geistes- und sprachwissenschaftlichen sowie die medizinischen Studiengänge verblieben bei der Universität, die nun Universidad Complutense de Madrid genannt wurde, während die Zentren für technische Studiengänge gemeinsam mit Institutionen anderer bisheriger Träger wie dem Heer oder dem Industrieministerium in der Universidad Politécnica de Madrid (Polytechnische Universität Madrid) zusammengefasst wurden. Als 1977 in Alcalá wieder eine Universität eröffnet wurde, erhielt diese den Namen Universität Alcalá.

## Heutige Situation
Die Universität befindet sich auf zwei Hochschulgeländen: der Ciudad Universitaria im Stadtteil Moncloa, die sich die Complutense mit der Universidad Politécnica de Madrid und der Universidad Nacional de Educación a Distancia (Nationale Fernuniversität) teilt, und dem Campus in Somosaguas. Die Ciudad Universitaria bildete im Spanischen Bürgerkrieg mehrere Monate lang die Front bei der Verteidigung bzw. Eroberung Madrids durch republikanische bzw. nationalistische Truppen (s. Belagerung von Madrid). Hierbei wurden nicht nur Gebäude zerstört, sondern auch ein bedeutender Teil wissenschaftlicher Präparate und der Bibliotheken, die zum Teil noch aus der alten Complutense stammten. Auch ein Großteil der Professoren stand durch Exil und Absetzung nach 1939 nicht mehr zur Verfügung.
Unter anderem können in den 21 Fakultäten folgende Studiengänge belegt werden: Biologie, Umweltwissenschaften, Volkswirtschaftslehre, Betriebswirtschaftslehre, Rechtswissenschaften, Tourismus, Soziologie, Journalistik, Dokumentationswesen, Pharmazie, Philosophie, Philologie, Psychologie, Medizin, Krankenpflege, Zahnmedizin, Physiotherapie, Lehramt, Mathematik, Physik, Chemie, Informatik, Geographie, Schöne Künste, Geologie, Chemieingenieurwesen (keine abschließende Liste).
Auf dem Universitätsgelände befindet sich das Estadio Nacional Universidad Complutense, das vor allem für Rugby-Spiele verwendet wird.

## Verbundene Zentren
Es gibt folgende verbundene Zentren:
- Cardenal Cisneros-Hochschulzentrum
- Universitätskolleg für Finanzwissenschaft (CUNEF)
- Zentrum für Hochschulbildung in den Geistes- und Bildungswissenschaften Don Bosco
- Universitätslehrzentrum (ESCUNI)
- Fakultät für Lehrkräfte an der Universität zur Förderung von Lehrzentren
- Institut für Börsenforschung (IEB)
- Höheres Institut für Recht und Wirtschaft (ISDE)
- María Cristina de El Escorial Königliches Universitätszentrum
- Universitätszentrum Villanueva

## Bachelor-Programme
Im akademischen Jahr 2015–2016 bot die Universidad Complutense de Madrid 71 Bachelor-Abschlüsse und 10 Doppelabschlüsse an.
Das Grundstudium dauert vier Jahre und jedes Studienjahr ist in zwei Semester gegliedert, das erste von September bzw. Oktober bis Februar und das zweite von Februar bis Mai bzw. Juni. Die Unterrichtssprache ist in den meisten Fächern Spanisch, obwohl einige auf Englisch unterrichtet werden.

## Postgraduiertenprogramm

### Master
Im akademischen Jahr 2015–2016 wurden 169 Master-Studiengänge angeboten. 43 % der Abschlüsse sind in den Sozial- und Rechtswissenschaften, 22 % in den Geisteswissenschaften, 18 % in den Naturwissenschaften, 14 % in den Gesundheitswissenschaften und 4 % in den Ingenieurwissenschaften.
Die Dauer des Studiums unterscheidet sich je nach Studiengang, wobei die Master-Abschlüsse grundsätzlich ein Jahr, eineinhalb Jahre oder zwei Jahre dauern.

### Doktorat
Im akademischen Jahr 2015–2016 wurden 58 Promotionen angeboten. Das Promotionsstudienprogramm weist eine ähnliche Struktur von Wissenszweigen auf wie die Master-Abschlüsse, jedoch mit einem etwas geringeren Anteil an Geistes- und Sozialwissenschaften und einem höheren Anteil der Natur- und Gesundheitswissenschaften. 28 % der Studien sind in den Sozial- und Rechtswissenschaften, weitere 26 % entfallen auf Geisteswissenschaften, 22 % auf Naturwissenschaften, 19 % auf Gesundheitswissenschaften und 5 % auf Ingenieurwissenschaften. Wie im Masterstudium ist die Unterrichtssprache Spanisch, mit der Möglichkeit, einige Studien in englischer Sprache zu absolvieren.

## Andere Lehren

### Eigene Titel
Neben den Bachelor- und Postgraduierten-Abschlüssen werden zahlreiche eigene Abschlüsse (UCM-Masterstudiengang, Spezialist und Experte) sowie Weiterbildungskurse angeboten.

### Complutense Lateinamerikanische Schule
Es besteht eine akademische Beziehung mit der Universidad de Guadalajara (Mexiko) für den Abschluss von Aufbaustudiengängen nach Gründung der Latin American Complutense School.

### Sommerkurse
In den letzten Juni- und Juli-Wochen bietet die Complutense-Universität in Madrid Sommerkurse in San Lorenzo de El Escorial an, 50 Kilometer von Madrid entfernt. In der Regel dauern die Kurse fünf Tage, obwohl es auch Kurse von nur zwei oder drei Tagen gibt. Das Programm ist allgemeiner Natur und umfasst Kurse zu verschiedenen Wissenszweigen. Diese werden in Form von Vorlesungen und runden Tischen (round tables) entwickelt, an denen Teilnehmer teilnehmen können, die am Ende des Kurses ein Zertifikat erhalten. Neben den Kursen umfassen die Tage künstlerische Aktivitäten wie Theateraufführungen, Musikkonzerte und Filmpräsentationen.
Die Zahl der Teilnehmer an jeder Ausgabe der Sommerkurse liegt bei rund 4000. Die meisten Teilnehmer sind im dritten oder vierten Jahr des Grundstudiums, aber es gibt auch eine signifikante Vertretung von Absolventen und aktiven Fachleuten. Etwa ein Drittel der Teilnehmer erhält ein Stipendium, das die Kosten für Unterkunft und Verpflegung deckt.

## Bedeutende Lehrende und Absolventen (Auswahl)

### Mediziner und Naturwissenschaftler
- Gregorio Marañón (1887–1960), Arzt, Forscher, Historiker, Schriftsteller (seit 1931 Professor für Endokrinologie)
- Santiago Ramón y Cajal (1852–1934), Arzt, erhielt 1906 den Nobelpreis für Medizin (seit 1892 Professor für Histologie und Pathologie)

### Theologen und Philosophen
- José Ortega y Gasset (1883–1955), Philosoph, Soziologe und Essayist (Professor für Metaphysik 1910–1936)
- Fernando Savater (* 1947), Philosoph und Schriftsteller, Professor für Philosophie
- Luis Ladaria (* 1944), seit 2. Juli 2017 Präfekt der Kongregation für die Glaubenslehre

### Künstler
- Alejandro Amenábar (* 1972), chilenischer Filmregisseur (u. a. Das Meer in mir)
- Javier Marías (1951–2022), Schriftsteller
- Erich Hackl (* 1954), österreichischer Schriftsteller
- Mario Vargas Llosa (1936–2025), peruanischer Schriftsteller und Politiker (promovierte 1959 an der Complutense)
- Julio Iglesias (* 1943), spanischer Sänger beendete 2001, nach 33-jähriger Pause, sein Rechtswissenschaftsstudium.
- Vicente Aleixandre, (1898–1984), Lyriker und Träger des Nobelpreises für Literatur 1977
- Jacinto Benavente, escritor (1866–1954), Dramatiker, Träger des Nobelpreises für Literatur 1922
- Camilo José Cela (1916–2002), Schriftsteller, Träger des Nobelpreises für Literatur 1989
- José Echegaray (1832–1916), Dramatiker, Träger des Nobelpreises für Literatur 1904
- Pío Baroja (1872–1956), Schriftsteller
- Federico García Lorca, (1898–1936), Lyriker, Dramatiker
- Antonio Machado (1875–1939), Lyriker
- Dámaso Alonso (1898–1990), Lyriker, Romanist und Hispanist
- Concepción Arenal (1820–1893), Schriftstellerin und Feministin
- Francisco Ayala (1906–2009), Schriftsteller und Soziologe.
- Gerardo Diego (1896–1987), Schriftsteller
- Torcuato Luca de Tena (1923–1999), Schriftsteller
- Álvaro Pombo (* 1939), Schriftsteller
- Luis Buñuel, (1900–1983), Filmemacher
- Jaime de Armiñán (1927–2024), Filmregisseur
- César Rendueles (* 1975), Soziologe, Hochschullehrer, Essayist

### Politiker
- José María Aznar (* 1953), ehemaliger spanischer Ministerpräsident (1996–2004)
- Manuel Azaña y Díaz (1880–1940), Zweiter und letzter Staatspräsident der Zweiten Republik (1936–1939), promovierte 1900 an der Universidad Central.
- María Teresa Fernández de la Vega (* 1949), seit 2004 spanische Vize-Ministerpräsidentin
- Juan Negrín (1891–1956), Politiker, während des Spanischen Bürgerkriegs Ministerpräsident (1937–1939)
- Loyola de Palacio (1950–2006), Ehemalige Vizepräsidentin der EU-Kommission und Kommissarin für Verkehr und Energie (1999–2004)
- Nicolás Salmerón (1838–1908), Professor für Philosophie bzw. Metaphysik, von Juli bis September 1873 Präsident der Ersten Republik in Spanien
- Javier Solana (* 1942), ehemaliger NATO-Generalsekretär (1995–1999) und Generalsekretär des Europäischen Rates und Hoher Vertreter für die Gemeinsame Außen- und Sicherheitspolitik (seit 1999); ehemaliger Professor für Festkörperphysik
- Pedro Solbes, ehemaliger spanischer Wirtschaftsminister und EU-Kommissar für Wirtschafts- und Währungsangelegenheiten der EU-Kommission Prodi
- Adolfo Suárez (1932–2014), Erster Ministerpräsident nach Ende der Franco-Ära (1976–1981)
- Pablo Iglesias Turrión (* 1978), ehemaliger Generalsekretär der linkssozialistischen Partei Podemos und stellvertretender Ministerpräsident

### Andere
- Letizia Ortiz (* 1972), Ehefrau von Felipe von Spanien und ehemalige Fernseh-Moderatorin
- Javier Pradera (1934–2011), Journalist und Verleger, Mitbegründer der Tageszeitung El País
- Pedro Paterno (1857–1911), Rechtsanwalt, Schriftsteller und stellvertretender Premierminister der ersten philippinischen Republik
- José Rizal (1861–1896), Arzt, Schriftsteller und philippinischer Nationalheld
- José Luis Sampedro (1917–2013), Wirtschaftswissenschaftler und Schriftsteller (1955–1969 Lehrstuhlinhaber für Wirtschaftsstruktur)
- Anselm Glücksmann (1913–1999), deutscher Volkswirt und Jurist, Spezialist für Urheberrecht
- Felisa Verdejo (* 1950), Informatikerin und Hochschullehrerin
- Marianela Szymanowski (* 1990), argentinische Fußballspielerin

## Abbildungen

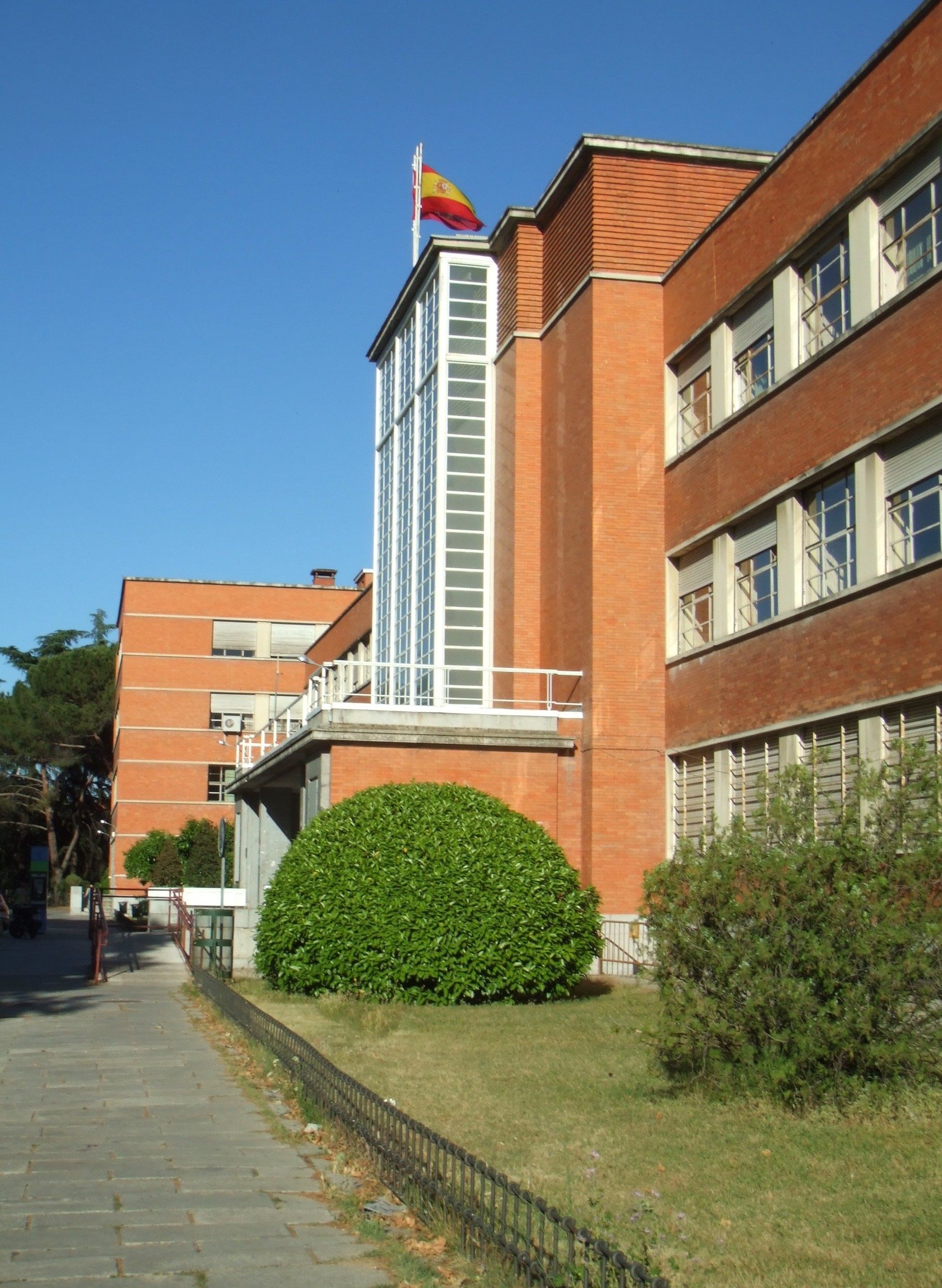
Juristische Fakultät
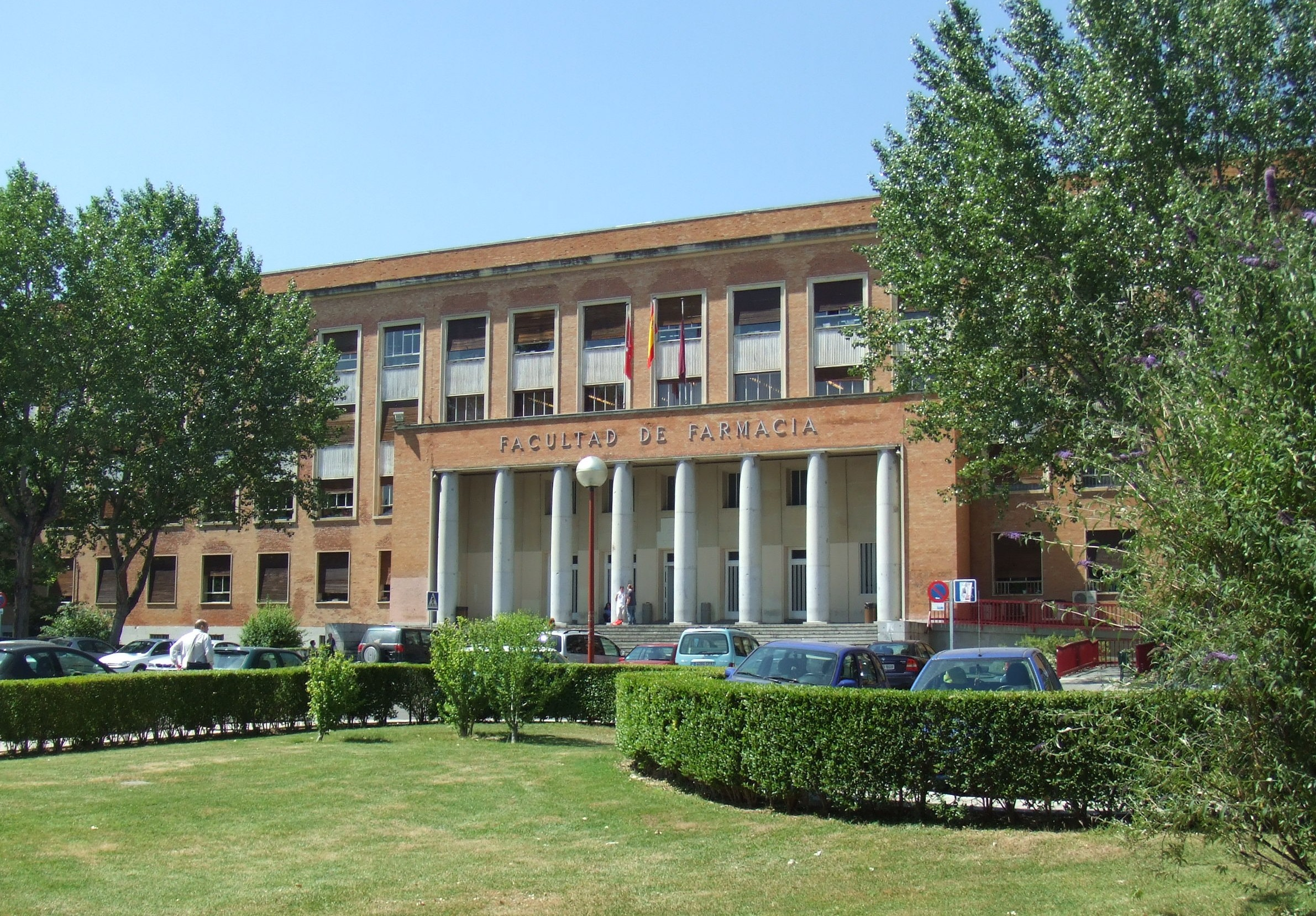
Pharmazieschule
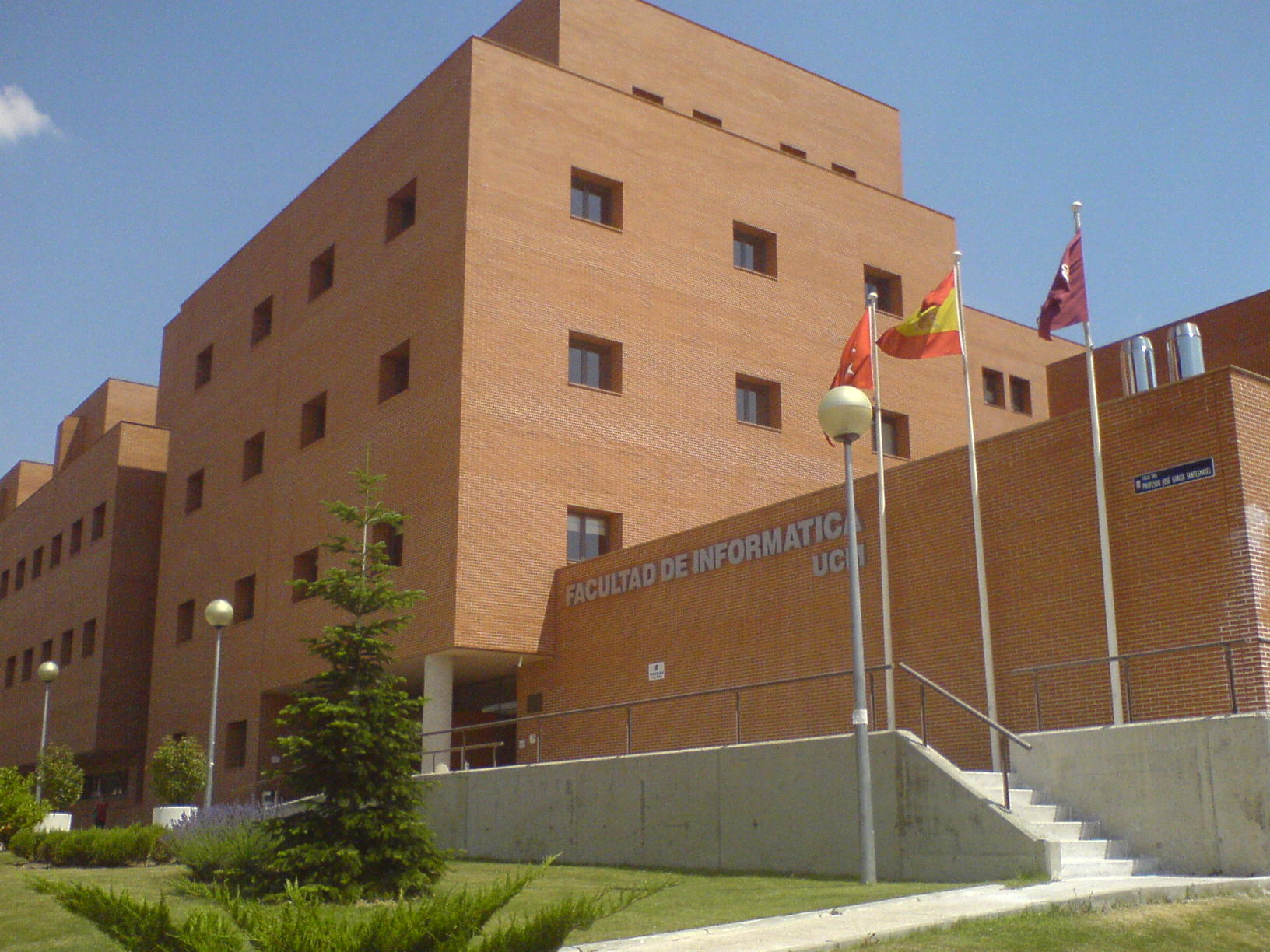
Fakultät Informatik